# Yngve Olsson
Yngve Olsson, född 17 november 1894 i Varberg, död 15 januari 1968 i Varberg, var en svensk stenhuggare och politiker.
Yngve Olsson arbetade inom byggnads- och stenhuggeribranschen mellan 1910 och 1945, och var innehavare av Yngve Olssons stenhuggeri i Varberg 1946–1963. Han var ledamot av Hallands läns landsting 1951–1966 och ordförande i stadsfullmäktige i Varberg 1947–1966, samt hade flera andra kommunala uppdrag.